# عمارة زنكية
عمارة زنكية هو المقصود به الطراز المعمارى الذي ظهر في العهد الأتابكي.
بني في هذه الفترة الكثير من الجوامع والبيارستانات واعيد ترميم مبانى آخر.

## بناء
- جامع النوري (الموصل)
- جامع النوري (حمص)
- جامع النوري (حماة)
- المدرسة النورية
- المدرسة البدرية
- بيمارستان النوري

## ترميم
- قلعة شيزر
- قلعة المضيق
- باب الجابية
- قلعة أفاميا
- باب المقام